# Commodore 64
El Commodore 64 és un Ordinador personal, llançat a l'agost de 1982. El Commodore 64 és sovint abreviat com a C64 (a vegades s'escriu C= 64 pel logotip de la companyia Commodore) i ocasionalment es coneix com a CBM 64 o CBM64. Utilitzava unitat de casset a més de disquetera tipus 5 1/4. Disposava d'un teclat professional molt robust, distintes preses de connexió i posseïa infinitat de jocs, aplicacions, gràfics i multimèdia. Comptava amb una paleta de 16 colors i un intèrpret BASIC. Acceptava la connexió directa de perifèrics sense necessitat una interfície de connexió, (com algun dels seus més directes competidors) incorporant dos ports de connexió de comandaments de joc (joysticks), ports sèrie IEC, RS232 i C2N, eixida a televisió, eixides de vídeo compost i àudio mitjançant connector DIN d'alta fidelitat i un port d'expansió per a cartutxos. Alguns cartutxos incorporaven llenguatges de programació com COBOL, o un basic més avançat, o expansió de ram, més algunes utilitats per a congelar els jocs i poder copiar-los. El seu rellotge funcionava a menys d'1 megahertz, però les seues destacades capacitats gràfiques i sonores van fer d'ella la computadora personal preferida de milions d'usuaris domèstics. Avui en dia hi ha programes que emulen el seu funcionament al complet, com per exemple el famós VICE basat en la llicència GNU GPL per a diversos sistemes operatius.

## Orígens
El gener de 1981, MOS Technology, Inc., dissenyadora subsidiària de circuits integrats de Commodore, va iniciar un projecte per a dissenyar els circuits gràfic i d'àudio per a la nova generació de videoconsoles. El disseny dels circuits, anomenats VICOII (gràfics) i SID (àudio) va ser completat al novembre de 1981.
Llavors es va començar un projecte per a una videoconsola de Commodore que usara ambdós circuits, crida Ultimax o Commodore MAX Machine, creada per Yashi Terakura de Commodore Japó. Aquest projecte va ser cancel·lat després de fabricar-se algunes unitats per al mercat japonès.
Al mateix temps, Robert Bob Russell, programador de sistemes i arquitecte del VIC-20, i Robert Bob Yannes, enginyer del SID, eren crítics per a la línia de productes de Commodore, la qual era una continuació de la línia PET, dirigida a usuaris de negocis. Amb el suport de Al Charpentier, enginyer del VICOII, i de Charles Winterble, gestor de MOS Technology, van proposar a Jack Tramiel, oficial executiu en cap de Commodore, una veritable seqüela de baix cost del VIC-20. Tramiel va dictaminar que la màquina havia de tindre 64KB de RAM. Encara que 64KB de SDRAM costaven més de 100$ en aqueix moment, Tramiel sabia que els preus estaven caient i que molt prompte estarien a un preu acceptable abans d'iniciar la producció. Al novembre, Tramiel va fixar com a data d'entrega el primer cap de setmana de gener, per a coincidir amb el Consumer Electronics Xou de 1982.
El producte tenia el nom en clau de VIC-40, en ser el successor del popular VIC-20. L'equip que ho va construir va ser format per Robert Russell, Robert Bob Yannes i David A. Ziembicki. El disseny, els prototips i algun programari de prova va ser acabat a temps per al xou, després d'haver estat l'equip treballant sense parar fins i tot en els caps de setmana del Dia d'acció de gràcies i Nadal.
Quan el producte seria presentat, el VIC-40 va ser anomenat a C64 per a ajustar-se a les línies actuals de negocis de Commodore, les quals incloïen el P128 i el B256, ambdós anomenats amb una lletra i el seu respectiva grandària de memòria.
El C64 va tindre una presentació impressionant, tal com recorda l'enginyer de producció David A. Ziembicki: "Tot el que veiem en el nostre pavelló era gent d'Atari amb la boca oberta, dient 'Com podeu fer això per 595$?'". La resposta era, segons es va veure, la integració vertical: gràcies a ser Commodore l'ama de les plantes de fabricació de semiconductors de MOS Technology, cada C64 tenia un cost estimat de producció de només 135$.

## Mites
La Commodore 64 va ser la computadora que va inspirar molts músics i programadors i és possiblement l'ordinador de 8 bits de culte més important, junt amb el simpàtic Spectrum.
La tecla Commodore era una tecla especial que donava moltes funcions en pressionar-la combinada amb altres tecles.
Una altra còpia a Commodore va ser la interfície gràfica GEOS l'any 1985 que també es va usar en Apple al juliol del mateix any, mentre Bill Gates presentava Windows 1.1 el qual va ser un fracàs pel lleig i per no resultar un autèntic sistema operatiu.
Si observem bé és sospitosament paregut a cert sistema operatiu, de només mirar-ho notaren que es va copiar totes les millors característiques a GEOS.
A GEOS se'l podia fer que arrancara en una memòria Eprom en els cartutxos d'expansió, amb la qual cosa en encendre la Commodore 64, aquesta iniciava la interfície gràfica via maquinari donant-li una velocitat insuperable contra el datara't
 i la disquetera. Amb açò quedava una computadora òptima per a treball directe, fins i tot es va aconseguir mantindre un rellotge en la interfície GEOS amb la qual cosa millorava molt les seues capacitats.
Val notar que la Commodore 64 tenia una excel·lent arquitectura de maquinari donada la seua expansibilitat mitjançant cartutxos, es considera fins i tot com la millor plataforma informàtica de tots els temps per la seua versatilitat, ho notaríem si vérem que amb 64K de memòria fa més coses proporcionalment que un PC d'IBM, o fins i tot actuals, que posseeixen molts megabytes de ram però són cars i de baix exercici.
També podem notar perifèrics com ratolí, impressora, disquetera, discos durs, mòdem telefònic, Joysticks, llapis òptic, teclat musical, monitors, etc., notarem el poder d'aquesta màquina amb tan sols veure que posseïa tot i programari era el que sobrava a més.
L'any 2005 la companyia CMD llança al mercat un processador acoblable de 20MHz 65816 que a més suporta expansió de 16Mg de memòria RAM i la connexió d'un disc dur.

## Especificacions tècniques
- Microprocessador :
  - MOS Technology 6510/8500 (es tracta d'un 6502 modificat)
  - Velocitat de rellotge: 0,985 MHz (PAL) / 1,023 MHz (NTSC)

- Vídeo: MOS Technology VICOII 6569/8569 (PAL), 6567/8567 (NTSC)
  - 16 colors
  - Mode text: 40×25 caràcters; 256 caràcters definibles (8×8 píxels, o 4×8 en mode multicolor); fons definit per 4-bit
  - Mode mapa de bits: 320×200 (2 colors en blocs de 8×8), 160×200 (3 colors més fons en blocs de 4x8)
  - 8 sprite per maquinari de 24×21 píxels (12×21 en mode multicolor)

- So: MOS Technology 6581/8580 SID
  - Sintetitzador de 3 canals amb programació de l'envoltant
  - 4 Formes d'ona: triangle, dents de serra, pols variable, soroll
  - Filtres programables: pas alt, pas davall, pas banda

- RAM: 
  - 64 kB (65,536 bytes), dels quals 38 kB menys 1 byte (38911 bytes) està disponible per a programes en BASIC
  - 0,5 kB RAM per a color de vídeo (1 k nybble)

- ROM: 
  - 20 kB (9 kB BASIC 2.0, 7 kB KERNEL, 4 kB caràcters: dos jocs de 2 KB cada un)

- E/S:
  - Port sèrie RS232C (per a mòdem, consola, etc.)
  - Port sèrie IEC (per a unitats de disc, impressores, etc.)
  - Port sèrie C2N (per a datasette)
  - Sortida de vídeo compost i àudio
  - Sortida modulada per a TV
  - Connector d'expansió per a cartutxos (al BUS intern del C64)
  - 2 connectors per a joystick (o altres dispositius de joc).

## Clons de Commodore 64
Molts països van fabricar clons d'aquest model baix llicència Commodore.
A Argentina, aproximadament cap a l'any 1982, estava disponible el Drean Commodore 64. Drean era una fàbrica d'electrodomèstics la qual va adquirir una llicència de Commodore per a fabricar el model 64 en els seus principis, el dit model era una còpia exacta al model americà i només diferia en sigles d'encesa i l'annex de la paraula Drean anteposant-se a Commodore 64 en la carcassa de la màquina, les mateixes diferien de color en els seus anys de fabricació, algunes respectaven a les dels Estats Units i altres no, ja que els plàstics es fabricaven a l'Argentina i d'altres s'importava i acoblava en el país. Aquests clons legítims eren d'excel·lent qualitat encara que molts usuaris es queixaven del fet que el teclat fóra més dur que l'original i la mala terminació del producte. 8 de cada 10 computadores eren d'aquest model a l'Argentina.